# Перо, Альфред
Жан-Батист Альфред Перо (фр. Jean-Baptiste Alfred Perot; 1863—1925) — французский физик.

## Биография
Родился в семье военного инженера, его мать была внучкой барона Дюфо (фр.). В 1884 году окончил Политехническую школу в Париже, но работать над материалом для диссертации с целью получения учёной степени отправился в лаборатории Рене Блондло в Университете Нанси. С Блондло Перо работал четыре года, защитив по итогам работы диссертацию в Париже, посвящённую точному определению термодинамических констант для расчёта механического эквивалента теплоты. В 1888 году назначен преподавателем в Университете Марселя, где его учеником и, впоследствии, коллегой был будущий известный физик Шарль Фабри. В 1894 году назначен профессором промышленной электротехники, а в 1920 году стал директором Национальной лаборатории экспериментов в Консерватории искусств и ремёсел в Париже, оставив преподавание в Марселе. В 1908 году в звании профессора заменил Андре Беккереля на должности заведующего кафедрой физики в Политехнической школе и в том же году возглавил отдел солнечной спектроскопии в Медонской обсерватории. Во время Первой мировой войны фактически возглавил обсерваторию и одновременно открыл на общественных началах службу рентгенографии при одной больнице, что негативно сказалось на его здоровье, поскольку он работал без должного соблюдения мер безопасности. После войны активно продолжил работу в области экспериментальной физики, продолжил также свои исследования по спектроскопии. Умер в своём доме в Париже.
Перо проводил как теоретические, так и экспериментальные исследования в различных областях физики: оптике, теплоте электричестве, спектроскопии. Известен своими попытками измерения длины световой волны с помощью кадмия, изучал скрытую теплоту испарения воды; со своим учеником Фабри в период с 1894 по 1901 год провёл серию исследований, итогом которых стало формулирование нового метода оптической интерферометрии. В 1899 году они создали интерферометр, названный в их честь — интерферометр Фабри — Перо, с помощью которого было произведено высокоточное измерение длины волн линий поглощения солнечного спектра. Это использование интерферометра в качестве спектроскопического анализатора, позволило уточнить данные, полученные ранее Генри Роуландом. Во время войны также предложил несколько проектов для нужд вооружённых сил: например, конструкции для безопасной посадки аэропланов, устройства, позволяющего осуществлять дистанционный контроль за кораблями, беспроводную телефонную связь, новую схему пеленгатора, лампу на трёх электродах. С 1920 по 1921 год Перо занимался исследованиями эффекта так называемого красного смещения, предсказанного в общей теории относительности Альберта Эйнштейна, и на научной конференции представил первые экспериментальные доказательства его существования.